# Gruppenführer
Gruppenführer  (prijevod: “Vođa skupine/grupe”) naziv je za čin Sturmabteilunga i Schutzstaffela, stvoren 1925. godine kao čin SA-a.

## Uporaba u SS-u
Godine 1930. čin Gruppenführera postao je činom SS-a. Nositelji ovoga čina bili su časnici koji su zapovijedali jedinicama zvanim SS-Gruppen, te visoki časnici koji su bili pripadnici osoblja Zapovjedništva SS-a. 1932. dogodila se reorganizacija u SS-u, pa su SS-Gruppen preimenovane u SS-Abschnitte. Gruppenführer zapovijedao je SS-Abschnittom, a Obergruppenführer je zapovijedao jedinicama zvanim SS-Oberabschnitte, koje su ujedno bile i najveće SS jedinice.  
Kao i u SA-u, SS-Gruppenführer je bio izjednačen s Generalom, no poslije 1934. izjednačen je s činom Generalleutnanta (general-pukovnik). Tijekom Drugog svjetskog rata i Waffen SS počinje rabiti čin SS-Gruppenführera, gdje je također ovaj čin smatran jednakim s Wehrmachtovim Generalleutnantom, a nositelj ovoga čina u Waffen SS-u oslovljavan je kao SS-Gruppenführer und Generalleutnant der Waffen-SS.  
Obilježje za SS-Gruppenführera bila su tri srebrna hrastova lista centrirana na obje strane kolarne oznake čina. Od 1930. do 1942. SA i SS su imali isto obilježje za ovaj čin; međutim, SS je malo izmijenio obilježje za Gruppenführera, dodana je uz tri hrastova lista i srebrna točka zbog stvaranja novoga čina - Oberstgruppenführera.
Waffen SS Gruppenführer je također imao oznaku čina na ramenima kao i Wehrmachtov Generalleutnant.

## Uporaba u SA-u
| SS-Gruppenführer Paul Hausser nosi obilježja čina prije 1942. |  | SS-Gruppenführer Paul Hausser nosi obilježja čina prije 1942. |
| SS-Gruppenführer Paul Hausser nosi obilježja čina prije 1942. |  | SS-Gruppenführer Fritz Todt nosi obilježja čina poslije 1942. |

SA-Gruppenführer zapovijedao je velikim dijelom Sturmabteilunga - jedinicom zvanom  Standarten, koje su bile dijelom SA-Gruppen. Čin Gruppenführera smatran je jednakim činu generala u Wehrmachtu.

## Ostala uporaba
Čin Gruppenführera rabile su i ostale nacističke paravojne organizacije, među kojima je i Nacionalsocijalistički motociklistički korpus (NSKK) i Nacionalsocijalistički leteći korpus (NSFK). 1934. čin Gruppenführera prihvatio je i Volkssturm, a označavao je dočasničkog zapovjednika jedinice zvane Gruppe skupina, sastavljene od Volkssturm vojnika.  
Ovaj naziv rijetko je rabljen kao izraz za zapovjednika jedinice od 9-10 ljudi u pješaštvu. Takve jedinice su se također zvale Gruppe, a bile su dijelom Heera, Waffen SS-a i Luftwaffeovih kopnenih trupa.
U njemačkim puškostreljačkim korpusima, Gruppenführer je bio zapovjednik osmorice vojnika, Gruppe je bila najmanja jedinica u njemačkim puškostreljačkim trupama. U današnjim vojskama, ovaj naziv se više ne rabi kao čin već kao funkcija.